# DJ Honda

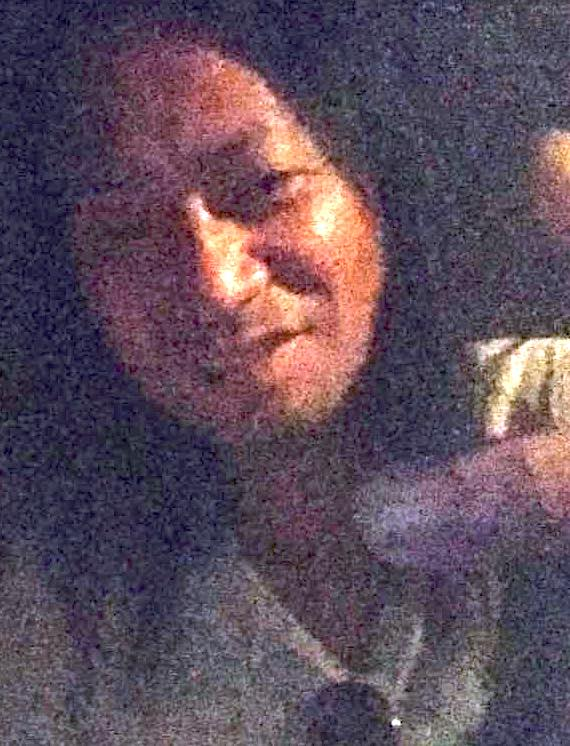
Fotografia de DJ Honda.

DJ Honda (em japonês: ディージェイ ホンダ; Hokkaidō, Japão) é um DJ japonês de hip hop, produtor musical, CEO, designer, músico e Presidente da National Japan DJ battle.

## Biografia
Mudou-se para Tokyo quando tinha 17 anos, buscando o sonho de tocar nos Estados Unidos, influenciado por bandas de rock. Iniciou uma banda chamada "The Clique" como vocalista e guitarrista. Depois do fim da banda, o DJ foi forçado a iniciar um trabalho adicional, DJ. Iniciou como DJ em uma nightclub popular de Tókio em Shizuoka quando conheceu as vertentes do Hip Hop e várias técnicas de mixagem (Scratching, Beat Juggling). Onde em pouco tempo, sagrou-se conhecido nas Grandes discotecas japonesas, o qual rendou algumas estréias em rádios de tókios com mixagem de músicas populares, para o estilo de hip hop.

## Discografia

### Álbuns de estúdio
- h (1995: Japan/1996: U.S.)
- Remixes (1995)
- h II (1997: Japan/1998: U.S.)
- Turntablist Revolution: I.T.F. World DJ Championship Album Vol. 1 (1999)
- h 2000 (1999)
- h III (2001: Japan/2002: Korea)
- Underground Connection (2002)
- The Best of DJ Honda, Vol. 1 (2004)
- The Best of DJ Honda, Vol. 2 (2004)
- Samurai Sword (2005)
- DJ Honda Mix, Vol. 1: The Best of DJ Honda (2005) (iTunes exclusive)
- REASON (2005)
- All Killa / No Filla (2009)
- h Mental (2009)
- DJ Honda IV (2009)

### EPs
- Straight Talk from NY (1996)
- We Don't Play (2000)

### Singles
- "Trouble in the Water" (1998)
- "Travellin' Man" (1998)
- "El Presidente" (2000)
- "Real To Me" (2001)
- "REASON Chapter 1" (2005)
- "REASON Chapter 2" (2005)
- "Da Payback" (2009)
- "NY/NY" (2009)
- "Give It Up" (2009)